# Lista najwybitniejszych szczytów górskich Polski
Lista najwybitniejszych szczytów górskich Polski – lista szczytów górskich Polski o wybitności powyżej 300 metrów uporządkowanych względem malejącej wybitności.
Najwyższy i najwybitniejszy szczyt Tatr (Gerlach, wybitność 2355 m) i kolejne 4 wybitne szczyty (Bystra, Łomnica, Hawrań, Krywań) leżą na terytorium Słowacji. W efekcie najwybitniejszymi szczytami Polski są kulminacje Sudetów (Śnieżka, 1203 m ponad wyżynami) i Beskidów (Babia Góra, 1075 m ponad Kotliną Orawsko-Nowotarską). Najwybitniejszy szczyt polskich Tatr zajmuje 24. pozycję (Kominiarski Wierch, 370 m nad Iwaniacką Przełęczą).
| Nr     | Nazwa                    | Pasmo                    | Wysokość (m n.p.m.) | Wybitność (m) |
| ------ | ------------------------ | ------------------------ | ------------------- | ------------- |
| 1.     | Śnieżka                  | Karkonosze               | 1603                | 1203          |
| 2.     | Babia Góra               | Beskid Żywiecki          | 1725                | 1075          |
| 3.     | Śnieżnik                 | Masyw Śnieżnika          | 1425                | 657           |
| 4.     | Turbacz                  | Gorce                    | 1315                | 605           |
| 5.     | Skrzyczne                | Beskid Śląski            | 1257                | 585           |
| 6.     | Radziejowa               | Beskid Sądecki           | 1262                | 533           |
| 7–8.   | Wielka Rawka             | Bieszczady Zachodnie     | 1307                | 523           |
| 7–8.   | Czupel                   | Beskid Mały              | 933                 | 523           |
| 9.     | Luboń Wielki             | Beskid Wyspowy           | 1022                | 512           |
| 10.    | Tarnica                  | Bieszczady Zachodnie     | 1346                | 494           |
| 11.    | Wielka Sowa              | Góry Sowie               | 1015                | 485           |
| 12.    | Ślęża                    | Przedgórze Sudeckie      | 718                 | 468           |
| 13.    | Jaworzyna Krynicka       | Beskid Sądecki           | 1114                | 444           |
| 14.    | Połonina Caryńska        | Bieszczady Zachodnie     | 1297                | 442           |
| 15.    | Lubogoszcz               | Beskid Wyspowy           | 968                 | 423           |
| 16.    | Mogielica                | Beskid Wyspowy           | 1171                | 421           |
| 17.    | Ćwilin                   | Beskid Wyspowy           | 1072                | 417           |
| 18.    | Jaworz                   | Beskid Wyspowy           | 921                 | 416           |
| 19.    | Wielka Racza             | Beskid Żywiecki          | 1236                | 391           |
| 20.    | Klimczok                 | Beskid Śląski            | 1117                | 388           |
| 21.    | Połonina Wetlińska (Roh) | Bieszczady Zachodnie     | 1255                | 383           |
| 22.    | Wołosań                  | Bieszczady Zachodnie     | 1071                | 381           |
| 23.    | Lubań                    | Gorce                    | 1225                | 379           |
| 24     | Kominiarski Wierch       | Tatry                    | 1829                | 370           |
| 25.    | Waligóra                 | Góry Kamienne            | 936                 | 366           |
| 26.    | Łysica                   | Góry Świętokrzyskie      | 614                 | 362           |
| 27.    | Lackowa                  | Beskid Niski             | 998                 | 361           |
| 28.    | Łamana Skała             | Beskid Mały              | 929                 | 359           |
| 29.    | Świnica                  | Tatry                    | 2302                | 356           |
| 30.    | Polica                   | Beskid Żywiecki          | 1369                | 351           |
| 31.    | Lubomir                  | Beskid Makowski          | 904                 | 349           |
| 32.    | Kamionna                 | Beskid Wyspowy           | 802                 | 347           |
| 33.    | Śnieżnica                | Beskid Wyspowy           | 1006                | 346           |
| 34.    | Szczebel                 | Beskid Wyspowy           | 976                 | 342           |
| 35.    | Łopiennik                | Bieszczady Zachodnie     | 1069                | 335           |
| 36.    | Wielki Szyszak           | Karkonosze               | 1509                | 331           |
| 37.    | Okrąglica (Trzy Korony)  | Pieniny                  | 983                 | 330           |
| 38.    | Trohaniec                | Góry Sanocko-Turczańskie | 939                 | 329           |
| 39.    | Maślana Góra             | Beskid Niski             | 753                 | 328           |
| 40.    | Ciecień                  | Beskid Wyspowy           | 829                 | 324           |
| 41.    | Krzesanica               | Tatry                    | 2122                | 323           |
| 42.    | Jaworniki                | Góry Sanocko-Turczańskie | 908                 | 313           |
| 43–45. | Bobrowiec                | Tatry                    | 1663                | 311           |
| 43–45. | Czantoria Wielka         | Beskid Śląski            | 995                 | 311           |
| 43–45. | Koskowa Góra             | Beskid Makowski          | 866                 | 311           |
| 46.    | Czerenina                | Bieszczady Zachodnie     | 981                 | 306           |
| 47.    | Hyrlata                  | Bieszczady Zachodnie     | 1103                | 306           |
| 48.    | Jaworze                  | Beskid Niski             | 880                 | 305           |

Na liście nie jest wymienione Pilsko, bo główny wierzchołek (1557 m) o wybitności 752 m leży na terytorium Słowacji.
Najwyższy szczyt polskich Tatr Zachodnich Starorobociański Wierch (2176 m) ma wybitność 221 m. Góruje nad nim Raczkowa Czuba (2194 m).
Słowacki wierzchołek Rysów (2501 m) ma wybitność 165 m. Góruje nad nim Wysoka (2559 m).

## Korona najwybitniejszych szczytów górskich Polski
Klub Zdobywców Koron Górskich RP (KZKG RP) udostępnia turystyczną odznakę górską o nazwie Korona Najwybitniejszych Szczytów Gór Polskich. Lista zawiera nieścisłość – na liście 50 szczytów koniecznych do zdobycia odznaki na ostatniej pozycji znajduje się graniczny wierzchołek Rysów (2499 m n.p.m.), którego wybitność nie uzasadnia takiego miejsca. Jest to jednak najwyższy szczyt Polski.